# Grijze tapijtschelp
De grijze tapijtschelp (Venerupis senescens) is een mariene uitgestorven tweekleppige uit de familie van de Venusschelpen.

## Beschrijving

### Schelpkenmerken
De grijze tapijtschelp (Venerupis senescens) lijkt op de tapijtschelp, maar is dikschaliger, minder trapeziumvormig en heeft een andere sculptuur. De duidelijk omgebogen top ligt niet in het midden. De sculptuur bestaat uit onregelmatige ribben die vrij dicht op elkaar liggen en parallel aan de onderrand lopen. Strandmateriaal is vaak gedeeltelijk afgesleten. De schelp is altijd wit, blauwgrijs of bruin verkleurd.

### Afmetingen
- lengte tot 60 millimeter.
- hoogte tot 40 millimeter.

### Areaal
Deze soort is alleen fossiel bekend uit het Noordzeegebied, vooral uit afzettingen in Denemarken, Noordwest Duitsland, Nederland, België en Engeland. In Nederland en België zijn losse kleppen en fragmenten bekend van stranden op de Waddeneilanden en de provincie Zeeland (Bv. vrij algemeen op het noordzeestrand van de Boschplaat op Terschelling, De Slufter op Texel, de Kaloot en de stranden bij Domburg en Cadzand in Zeeland). Verder is de soort uit heel veel grondboringen in Midden, West Nederland bekend.

### Fossiel voorkomen
De grijze tapijtschelp is een soort die niet meer in de huidige Noordzee leeft, maar als fossiel bekend is uit warme perioden tijdens het Kwartair. Lange tijd is zij als 'gidsfossiel' beschouwd voor het Eemien, de warme periode voorafgaand aan de laatste ijstijd, het Weichselien. Hoewel dit onjuist blijkt te zijn, zullen de meeste aangespoelde exemplaren toch wel uit lagen van deze ouderdom afkomstig zijn.